# Бадмаев, Пётр Александрович
Пётр Алекса́ндрович Бадма́ев (бур.  Бадмын Жамсаран ) (1851—1920) — врач тибетской медицины, травник, первым перевел на русский язык трактат «Чжуд-Ши»; крестник императора Александра III; лечил членов семьи Николая II и Григория Распутина; убеждал российских императоров включить в состав России Тибет, Монголию и Китай.

## Происхождение
П. А. Бадмаев по происхождению бурят. Его отец вёл кочевой образ жизни в Агинской степи Забайкалья.

### Дата рождения
Год рождения Бадмаева неизвестен. Без всяких оснований в Энциклопедии Брокгауза и Ефрона годом рождения указан 1849 год, а в современном Энциклопедическом словаре даётся 1851 год. В его следственном деле лежит справка ЧК, где указано, что он родился в 1810 году. В заявлении на имя председателя ЧК от 10 августа 1919 года он написал: «Я, 109 лет старик, потому только, что имею большое имя, популярное в народе, — сижу в заключении без всякой вины и причины уже два месяца». Его дочь говорила: «Когда я родилась (это 1907 год), отцу было сто лет».

### Имя и крещение
Был крестником императора Александра III. При принятии православия Бадмаев выбрал себе имя в честь своего кумира — Петра I, а отчество традиционно давалось по имени крёстного отца, — так Жамсаран Бадмаев стал Петром Александровичем. Переход его в православие отнюдь не был конъюнктурным шагом: он уверовал искренне. Известно, что в 1881 году, собираясь в свою первую, двухлетнюю поездку на Восток, в Монголию, Китай и Тибет, он специально отправился просить благословения отца Иоанна Кронштадтского и получил его. Иоанн лично приезжал освящать знаменитый петербургский дом Бадмаева на Ярославском, 65. Именно Бадмаев лечил знаменитейшего русского священника, получившего несколько ножевых ран при втором покушении на него.

## Деятельность
Пётр Бадмаев окончил гимназию в Иркутске. В 1871 поступил в Петербургский университет на Восточный факультет. В 1875 году окончил его с отличием по монгольско-маньчжурскому разряду. В это же время был вольнослушателем в Военно-медицинской академии. С 1875 году на службе в Азиатском департаменте МИД. После смерти своего старшего брата Сультима (Александра Александровича) возглавил организованную им аптеку тибетских лекарственных трав в Санкт-Петербурге. В 1877 году П. А. Бадмаев женился на русской дворянке Надежде Васильевне Рябининой, дочери титулярного советника Василия Александровича Рябинина. Венчание было в церкви Собственного Его Величества дворца.
 Занимался лечебной практикой (лечил травами, порошками собственного изготовления). Пользовался доверием императора Александра III и Николая II. Долгое время лечил царевича Алексея. Выступал против Григория Распутина. Был хорошо знаком с его ярым врагом и другим «мистическим другом» императора — Митей Козельским, на два года стал лечащим врачом самого Мити и его супруги
В 1877 году на Поклонной горе на севере Санкт-Петербурга приобрёл земельный участок и в дальнейшем построил оригинальный дом с башенкой (1885, архитектор Е. Л. Лебурде; снесён в 1981), при котором находился огород, где он выращивал целебные травы.
Создал торговый дом «П. А. Бадмаев и Ко», действовавший в 1893—1897 гг. в Забайкалье. Целью торгового дома была торговля с бурятами. В здании торгового дома «П. А. Бадмаев и Ко» в Чите с 1895 года издавалась первая частная газета Забайкалья «Жизнь на восточной окраине». Газета издавалась на монгольском и русском языках без контроля цензуры. Улучшил местную породу лошадей благодаря покупке в Читу Торговым домом Бадмаева чистокровных английских скаковых лошадей. Содействовал миссионерской деятельности Забайкальской духовной епархии. В 1909 году организовал «Первое Забайкальское горно-промышленное товарищество» для разработки золотых приисков.
С 1902 года — действительный статский советник.

### Предложения по интеграции в Россию стран Востока
В 1893 году после нескольких экспедиций в Монголию, Китай и Тибет, Бадмаев-дипломат написал и подал императору Александру памятную записку «О задачах русской политики на азиатском Востоке». План Бадмаева был грандиозным и предусматривал добровольное присоединение к России Монголии, Китая и Тибета. Он предсказывал, что дни маньчжурской династии в Китае сочтены, и предупреждал: если туда не придём мы, придут англичане. (Он не ошибся: после смерти Александра III англичане ввели войска в Тибет). Бадмаев утверждал, что в Китае нет навыка самоуправления, страна привыкла к диктатуре и оттого встретит русских с покорностью и даже благодарностью. Император наложил на письмо резолюцию: «Всё это так ново, необычайно и фантастично, что с трудом верится в возможность успеха». Советские источники переврали резолюцию — вместо «необычайно» написали «несбыточно». За представленный труд Петр Александрович получил генеральский чин — действительного статского советника.
Строившаяся при Александре III Транссибирская железнодорожная магистраль способствовала быстрому экономическому развитию дальневосточной окраины империи, до этого оторванной от центра. В своём докладе императору Бадмаев предлагал сменить экономическую ориентацию России с востока на юг — на Тибет, построив для этого ещё одну железную дорогу к городу Ланчжоу, расположенному в 1500 верстах от границы Российской империи и являющемуся, по мнению Бадмаева, ключом к Тибету. «Ланчжоу-фу — ключ в Тибет, Китай и Монголию. Вся торговля Китая попадёт в наши руки, — убеждает он императора. — Европейцы не в состоянии с нами конкурировать… С проведением этой линии начнётся финансово-экономическое могущество России».
Перспективы, описанные в докладе, заинтересовали министра финансов Витте. В сопроводительной записке к докладу тот пишет императору, что взгляды Бадмаева представляются ему «весьма серьёзными» и «устанавливающими новую точку зрения в практических вопросах политики… По своему географическому положению Тибет, с точки зрения интересов России, имеет важное политическое значение. Значение это особенно увеличилось в последнее время ввиду настойчивых стремлений англичан проникнуть в эту страну и подчинить её своему политическому влиянию».
Больше повезло Бадмаеву с Николаем II. На этот раз он воздействовал на царя с помощью Распутина. 1 января 1904 года Бадмаев пишет императору: «Корень русской политики на Востоке лежит не в Китае, а именно в Тибете. Неужели истинно русский человек не поймёт, сколь опасно допущение англичан в Тибет; японский вопрос — нуль по сравнению с тибетским». Не прошло и двух дней со дня написания письма, как по личному распоряжению императора на Тибет отправился подъесаул Уланов. Он получил двойное задание: во-первых, разузнать, что там делается, во-вторых, постараться настроить тибетцев против англичан. Начавшаяся через три недели война с Японией поставила крест на попытках Бадмаева установить контроль над тибетскими ущельями.
В 1911 и 1916 гг. вместе с П. Г. Курловым и Г. А. Манташевым выступил с проектами железнодорожного строительства в Монголии. Именно он первым внятно высказался за строительство Сибирской магистрали, впоследствии известной под именем БАМ.

### Репрессии и смерть
В 1917 году после февральской революции П. А. Бадмаев был выслан Временным правительством, но задержан в Гельсингфорсе (теперь — Хельсинки), ещё входившем в состав страны, и после месячного заключения вернулся в Петроград.
После Октябрьской революции несколько раз арестовывался ЧК.  Зимой 1919—1920 гг. находился в заключении в петроградской городской тюрьме и в Чесменском лагере. Позже был освобождён и умер в июле 1920 года у себя дома. Похоронен 1 августа 1920 года на Шуваловском кладбище в Петрограде.

## Мистические ордена Тибета
Среди эзотериков распространена сложнопроверяемая информация, что Бадмаев якобы был членом тибетского мистического общества «Зелёный дракон». Ввиду отсутствия в тайных организациях какой-либо официальной документации любые аргументы «за» или «против» утверждения этого безосновательны.

## Образ в литературе
П. А. Бадмаев описан в романе известного писателя В. Пикуля «Нечистая сила».
В своих мемуарах А. Ф. Керенский пишет, что последний министр внутренних дел Российской империи А. Д. Протопопов познакомился с Григорием Распутиным на квартире у Бадмаева, у которого Протопопов лечился.

## Современность
- Племянник Бадмаева, Николай, возглавлял клинику тибетской медицины в Кисловодске, потом в Ленинграде; лечил Горького, Алексея Толстого, Бухарина, Куйбышева и прочих представителей элиты, но был арестован и в 1939 году расстрелян.
- Вдова Бадмаева, Елизавета Фёдоровна, провела 20 лет в лагерях, но выжила и сохранила архив, который находится сейчас у её внуков. Внуки добиваются реабилитации памяти Бадмаева: изданы книги о нём, переиздан перевод «Чжуд-Ши», выдвигается идея назвать именем целителя одну из улиц Улан-Удэ. В том же архиве лежит неизданная третья часть «Чжуд-Ши» — практические рекомендации по изготовлению лекарств[7].
- Родственники Бадмаева продолжают заниматься тибетской медициной[11].
- В 1991 году по постановлению Президиума Академии наук был издан однотомник трудов Петра Бадмаева «Основы врачебной науки Тибета „Чжуд-Ши“»[12].

## Киновоплощения
- Байтен Омаров — Агония — 1974
- Рустам Сагдуллаев — Григорий Р. — 2014